# Li Szin Man
Li Szin Man (hangul: 이승만, handzsa: 李承晩, szoros átírásban: I Szungman, nyugaton: Syngman Rhee; Keszong, 1875. március 26. – Honolulu, 1965. július 19.) koreai politikus, Dél-Korea első elnöke, amely pozíciót 1948 és 1960 között, három mandátum idejére töltött be. Az ország az elnöksége idején vívta a koreai háborút; a konfliktust lezáró fegyverszünet aláírását megtagadta. Elnöki intézkedései mindmáig vita tárgyát képezik. Erősen antikommunista beállítottságú volt, uralma alatt betiltotta a baloldali pártok működését, és mintegy százezer kommunistagyanús személyt lövetett agyon az észak-koreai csapatok kiszorítása után. Az 1960-as – vitatott – választás után, a megmozdulások hatására volt kénytelen lemondani, és Hawaiira emigrált, ahol haláláig tartózkodott. Miután meghalt, a testét visszavitték Dél-Koreába, és ott temették el.

## Fiatalkora

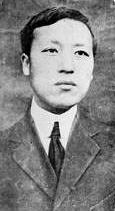
Li 1910-ben

1875. március 26-án született Keszongban, arisztokrata családban. Aktív szerepet vállalt a japán hegemóniával való szembenállásban, ezért 1897-ben letartóztatták egy Japán monarchia elleni tüntetés miatt, és 1904-ben engedték csak szabadon. A börtönben áttért a kereszténységre és szabadon bocsátása után az Amerikai Egyesült Államokba ment, majd beiratkozott egy metodista misszionárius iskolába. A misszionáriusok segítségével egyetemre járt, a Harvardon és a George Washington Egyetemen szerezte meg a baccalaureus fokozatot, a Princetoni Egyetemen pedig a Ph.D.-t. 1911-ben visszatért Koreába, ahol az YMCA koordinátoraként és misszionáriusként dolgozott.
1913-ban visszatért az Egyesült Államokba, ahol a koreai kivándorlókat szervezte és nacionalista valamint antikommunista propagandistává vált. 1919-ben a függetlenséget kívánó pártok Sanghajban létrehozták az ideiglenes kormányt, amelynek első elnökévé őt választották meg. A japánok 300 000 dolláros vérdíjat tűztek ki a fejére. 1925-ben azonban megvonták tőle a bizalmat, sikkasztással vádolva meg. 1932-ben Genfben, a Népszövetség városában járt a független Korea ügyében, és itt ismerkedett meg Francesca Donnerrel, egy bécsi vaskereskedő család lányával, és két év múlva összeházasodtak. 1940-ben ismét az Egyesült Államokba ment és 1945-ig ott is maradt, a független Koreáért agitálva.

## Elnöksége

### Hatalomra jutása

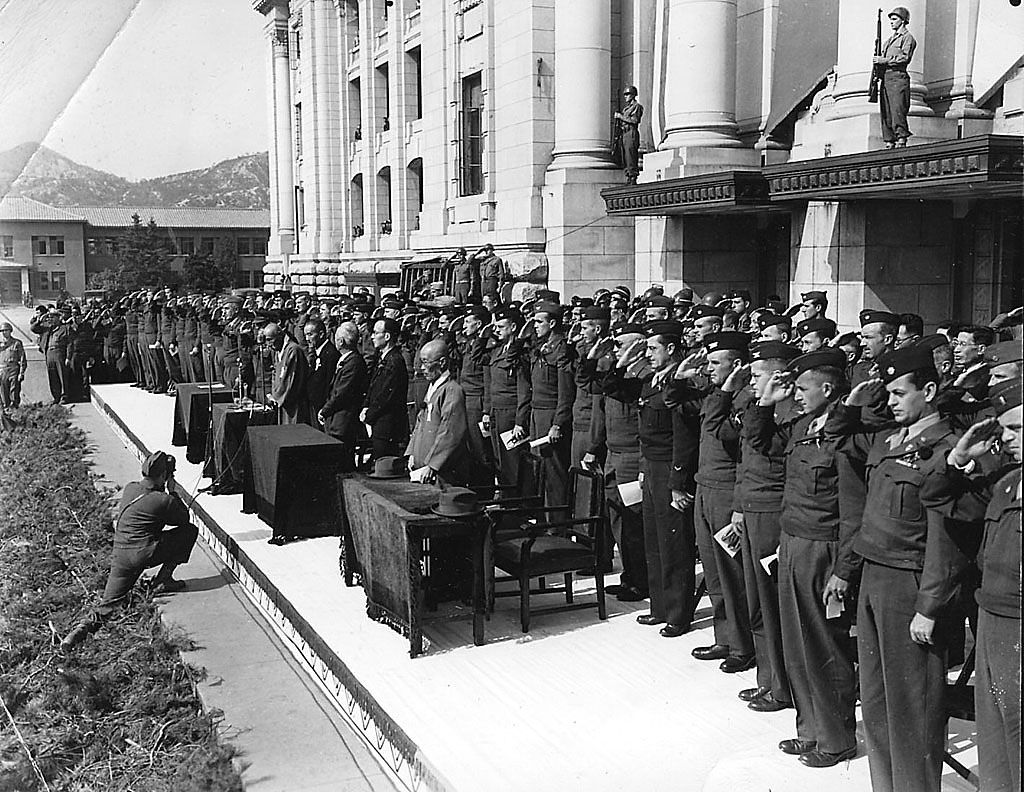
A Li hazatérése alkalmából tartott üdvözlő ünnepség

A második világháború befejeződése után Korea felszabadult a japán uralom alól, így Li 1945-ben hazatért. Az Egyesült Államok támogatását élvezte, és sosem kollaborált a japánokkal, ami azonban az újonnan alakuló déli vezetőség sok tagjáról nem volt elmondható. 1945-ben őt nevezték ki a kormány élére, és hozzálátott politikai hatalma megszilárdításához, amihez a rendőrséget is igénybe vette. Li sok korábbi kollaboránssal működött együtt, segítve korábbi ténykedéseik elfeledtetését.
1946. decemberi washingtoni látogatása alkalmával arra próbálta rávenni az amerikai kormányt, hogy támogassák egy ideiglenes kormány megválasztását az ország egyesítéséig, majd az egyesítés után egy egységes kormány megválasztását, amely belép az ENSZ-be. Ezen kívül javasolta, hogy az amerikai csapatok addig maradjanak az országban, amíg a szovjet erők. A javaslatot azonban elutasították.
1948. március 10-én a koreai parlament tagjává választották a baloldali pártok által bojkottált választáson. Május 31-én az Alkotmányozó Nemzetgyűlés elnökévé választották. Július 20-án ő lett Dél-Korea első elnöke, 82-13 arányban legyőzve Kim Gut, az ideiglenes kormány utolsó elnökét. Augusztus 15-én vette át de iure az ország igazgatását az amerikai erőktől és az ideiglenes kormánytól. Kimet egy év múlva meggyilkolták, amelyet néhányan Linek tulajdonítanak.

### Politikai elnyomás

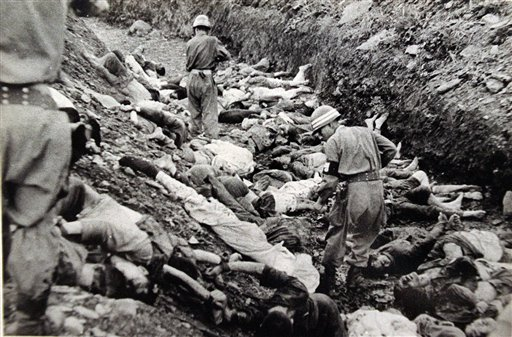
Dél-koreai katonák kivégzett politikai foglyok holttestei mellett sétálnak el

Megválasztása után Li hozzálátott a politikai ellenvélemények felszámolásához, és baloldali személyeket tartóztatott le illetve végeztetett ki. 1950-re már mintegy 30 ezer politikai fogoly került börtönbe Dél-Koreában. Felállíttatta a Nemzeti Tanácsadói Ligát a kommunisták és baloldaliak átnevelésére, a parasztokat pedig különféle kedvezményekkel vették rá a szerződéskötésre a ligával. A liga listájára mintegy 300 ezer név került fel.
A koreai háború kitörése után a dél-koreai hadsereg az országban több mészárlást is elkövetett, a potenciális felforgatókat pedig összegyűjtötték és táborokba zárták, ahol sokszor kínozták és éheztették őket. A bevonuló északi csapatok Szöul elfoglalása után a foglyok közül sokat szabadon engedtek, ennek hatására pedig elrendelték, hogy a Liga jelentse a biztonsági kockázatot jelentő embereket, ami után elkezdődött azok lemészárlása. Az amerikai diplomácia önmérsékletre kérte a koreai hatóságokat, Douglas MacArthur tábornok azonban belügynek tekintette a kivégzéseket, így nem avatkozott közbe. A 2006-ban felállított dél-koreai Igazság és Megbékélés Bizottsága legalább 100 ezerre becsülte a kivégzettek számát, azonban létezik 300 ezer fős becslés is.

### Koreai háború

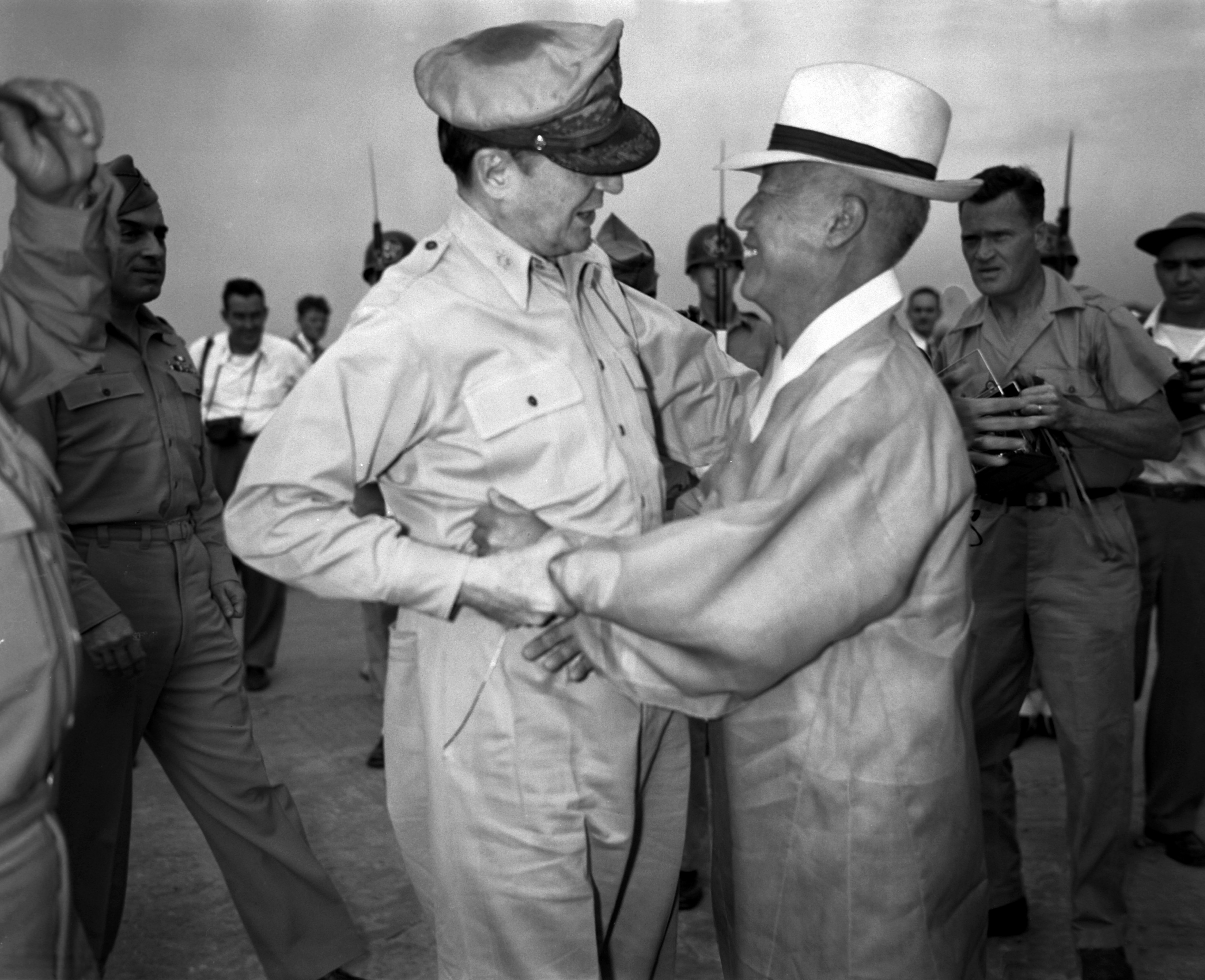
Li és Douglas MacArthur tábornok

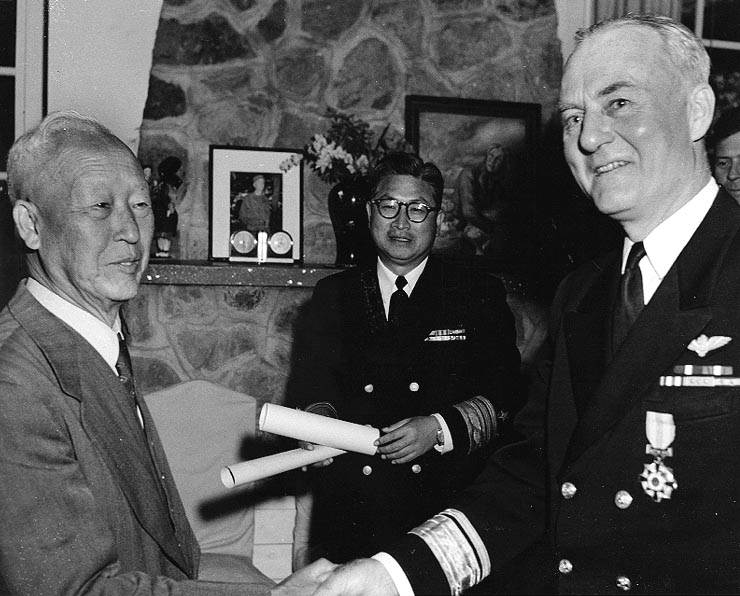
Li kitüntetést ad át Ralph A. Ofstie amerikai ellentengernagynak 1952-ben

A megszállási zónákat szétválasztó 38. északi szélességi fok lassan határvonallá vált, észak és dél között pedig megszakadt a közlekedés és áruforgalom. A szintén 1948-ban létrehozott Észak-Korea úgyszintén egész Korea képviselőjének tekintette magát, és gyakorivá váltak a határincidensek a két ország között, amelyeket az amerikai források egy része szerint a déli oldal kezdeményezett. Kim Ir Szen északi diktátor is az ország egyesítésére készült, és ehhez megszerezte Kína és a Szovjetunió támogatását is. 1950. június 25-én meglepetésszerű támadást indított az észak-koreai haderő. A déli csapatok ellenállása hamar összeomlott, és a zendüléstől félő Li megtiltotta ennek közlését a szöuli lakossággal. Június 27-én Li elmenekült a városból, amely másnap az északi csapatok kezére került.
A déli főváros megszállását brutalitás és atrocitások fémjelezték. Több száz földesurat, rendőrt, bankárt és hivatalnokot tartóztattak le, majd nyilvános akasztással végezték ki őket. A város lakosságát nehéz fizikai munka elvégzésére kötelezték a környéken létrehozott munkatáborokban. A déli kormány a puszani hídfőre szorult vissza, amelyet amerikai segítséggel stabilizálni tudtak. A Douglas MacArthur tábornok vezette incshoni partraszállás után felszabadult Szöul, és a többi déli terület is. Az ENSZ és dél-koreai erők benyomultak Észak-Koreába, és elfoglalták annak fővárosát, Phenjant, majd a kínai határ közeléig folytatták az előrenyomulást. Az ekkor beavatkozó kínai „önkéntesek” miatt azonban újra az eredeti határvonal közelébe szorultak vissza.
Li az 1953-as béketárgyalásokat szabotálni igyekezett, ugyanis az egységes Korea vezetője kívánt lenni. Ennek ellenére az amerikaiak megkötötték a panmindzsoni fegyverszünetet 1953. július 27-én, amit Li és Dél-Korea nem írt alá. Végül azonban az amerikai gazdasági és katonai segítség ígéretének hatására beletörődött a dologba, és levélben üdvözölte a szerződés megkötését, valamint méltatta az amerikai hozzájárulást a koreai újjáépítéshez. Az amerikai segítségre szüksége is volt az országnak, hiszen a főváros 80%-a lakhatatlanná vált, a bányák és textilüzemek 75%-a pedig súlyos károkat szenvedett.

### Újraválasztása

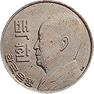
Li arcképe egy 1959-es száz hvanos érmén

A Li korrupciója és politikai elnyomása miatti elégedetlenség hatására úgy tűnt, a nemzetgyűlés nem fogja ismét megválasztani őt elnöknek. Ezért ő megpróbálta megváltoztatni az alkotmányt, hogy az elnök megválasztása közvetlenül és ne a nemzetgyűlés által történjen, az azonban elutasította ezt a javaslatot. Li ekkor elrendelte az ellenzéki politikusok letartóztatását, és 1952 júliusában sikeresen elfogadtatta az alkotmány módosítását. Az 1956-os elnökválasztáson a szavazatok 74%-át szerezte meg. Az ország háború utáni gazdasága azonban jóval lassabban állt talpra, mint Japáné, és ezért Dél-Korea politikailag instabil maradt. Az '56-os magyar forradalom idején a koreaiak tömegdemonstrációkat tartottak az általuk rokon népnek tartott magyarok ügyéért, és sokan jelentkeztek önkéntesnek a kommunizmus elleni küzdelemhez. Linek ekkoriban rögeszméjévé vált a kommunizmus elleni világméretű harc megkezdése, és minduntalan erre igyekezett rávenni az amerikaiakat. Ennek érdekében már ő felajánlotta, hogy országa csapatokat küldene Dél-Vietnámba, de ezt csak utódja, Pak Csong Hi valósította meg.

### Lemondása és halála
1960-ban ismét megnyerte az elnökválasztást, a szavazatok 90%-át megszerezve. Az ellenzék csalásra gyanakodott, és a diákok tömegtüntetéseket kezdtek rendszere ellen. Március 15-én a rendőrség és a hadsereg a tüntetők közé lőtt, 125 ember halálát okozva, ami miatt április 27-én kénytelen volt lemondani. Ezt követően a CIA egyik Douglas DC-4 repülőgépével elhagyta az országot, és Hawaiira ment, ahol feleségével és fogadott fiával élt együtt. Odahaza korrupcióval, 20 millió amerikai dollár elsikkasztásával vádolták meg. 1965. július 19-én halt meg agyvérzésben. Testét egy héttel később szállították vissza Dél-Koreába, ahol a szöuli nemzeti temetőben helyezték el.